# ماروته
ماروته (به آلمانی: Maroth) یک شهر  در آلمان است که در وستروالدکرایس واقع شده‌است. ماروته ۲۵۸ نفر جمعیت دارد.